# 법 앞의 평등

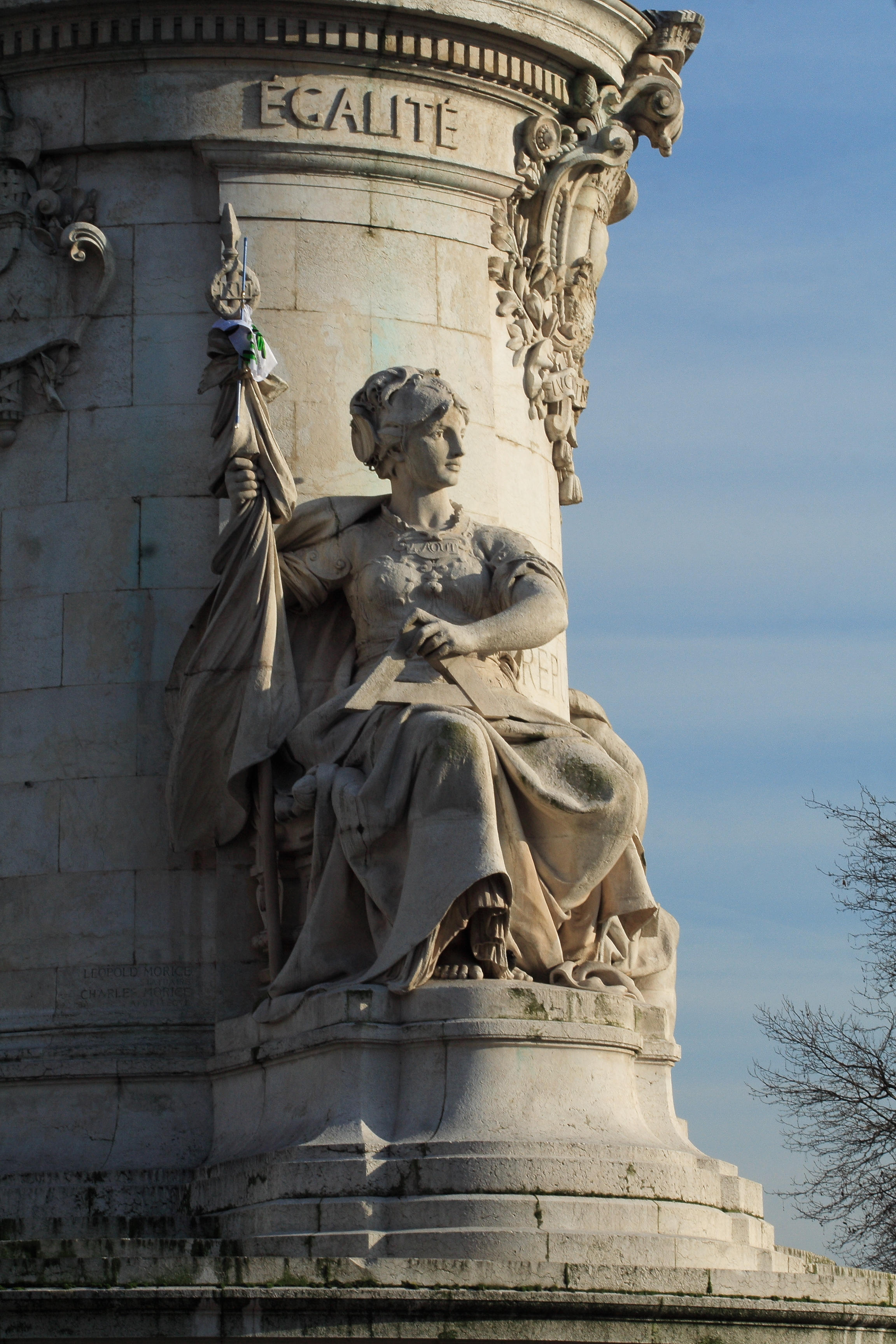

법 앞의 평등(영어: equality before the law)의 관념은 플라톤의 '국가론'에서의 정의이념과 '신앞의 평등'이라는 종교사상에서 연원한다. 르네상스기 신본주의가 막을 내리고 인본주의 시대가 도래하자 인간 이성과 과학의 힘은 신을 대체하였다. 이성은 법(Law)의 이름으로도 표현되어 이제 법은 단순히 헌법, 법률뿐만이 아니라 법이상의 초법적인 자연법까지 포함하게 된다.
이에 수반된 평등권도, 단지 형벌상의 평등이나 법률상의 평등이 아니라, 초법률적 자연권으로 확대돼 헌법10조의 보편적 불가침적 존엄권, 11조의 법앞의 평등권, 34조의 인간답게 살 권리로 확고히 각인되어 인간은 누구나 정치, 경제, 사회,문화적으로 어떠한 차별도 받지 않을 자연권적 평등권을 보장받고 국가는 이를 보장할 의무가 있음을 규정했다.
이는 봉건시대의 엄격한 신분차별제를 시민혁명으로 일거에 극복하고 근대사회의 문을 연 프랑스의 인권선언과 미국독립선언서에서 확인되고 오늘날까지 면면히 계승되고 있는 것이다. 법앞의 평등은 첫째 각 시민이 타인과 비교하여 법과 제도적 차별을 받지 않을 것을 국가에 요구할 수 있는 '권리'이다. 둘째 국가권력이 만인의 평등원칙과 정의에 합치되도록 법과 질서를 형성할 것을 적극적으로 청구할 수 있는 규범으로서의 '평등원칙'이다.

## 법의 의미
몽테스키외는 <법의 정신>에서 넓은 의미의 법이란"사상'만유의 본성에서 유래하는 필연으로서 신에게는 율법이, 자연계에는 법칙이, 인간에게는 법률이 있다"라고 함으로써 법이 자연법을 포함하는 것으로 규정했다. 칸트에게서의 실정법은 목적이 아니라 수단적 의미가 있다. 법률은 인간의 자유로운 평등, 만인의 자유를 보장하는 것을 그 본질로 한다. 그러나 이 천부적 인권인 평등과 자유는 간단히 개념지을 수도 없고 법률 아래에 가둘 수도 없다. 따라서 법률이 인간 평등을 보장하기 위해서는 법률 이상의 것이 되지 않으면 안된다.
바로 자연법이라는 초법률의 복귀를 요청한다. 헤겔은 이성적인 것이 현실적인 것이고 현실적인 것이 이성적인 것이라고 함으로써, 변증법적 통일 논리로 이상적인 자연법을 실정화할 수 있고 실정법화로 불변적 자연법(칙)을 현실에 담보할 수 있다고 했다.
현대에도 자연법사상과 법실증주의가 때로 대립하고 있으나 자연법의 실정화로 정리가 된 상태라고 할 수 있다. 고래로 법에는 자연법과 법률로 구분돼 있었지만 자연법이 헌법 등에 실질적으로 명문화 됨으로써 굳이 자연법을 거론하지 않더라도 <법>은 자연법을 내포하는 것으로 이해되는 것이다.
헌법의 대표적 자연법적 속성으로는 천부적 인권인 평등한 존엄권과 이를 사회적으로 보장하는 민주주의 이념을 들 수 있다. 법이 자연법적 특성을 내장한다는 것은 자연권인 평등권과 맞물리는 긴밀성이 있어 법 앞의 평등은 평등을 더 철저히 보장한다는 뜻이 된다. 또 법 앞의 평등은 법적 내용의 평등도 포함한다. 법이 인간을 차별하는 내용을 담을 수 없기 때문이다. 따라서 법 앞의 평등은 인간 평등성의 당위를 명확히 한 것으로 볼 수 있다.

## 평등의 의미
중세적 의미의 신앞의 평등이념이 근대로 넘어오면서 그대로 법앞의 평등이 되었다. 자연법사상에 준거한 자연권적 불가침의 평등이념으로 선언된 것이다. 그러나 현대적 의미의 평등사상은 배분적 정의 이념에 입각해 형식적이 아닌 '실질적 평등'을 주장하기에 이르렀다. 즉 근대적 평등사상이 인간해방을 통한 추상적 이념성이 중시된 반변, 현대적 평등이념은 사회생활 속에서 나타나는 구체적 불평등, 특히 경제생활에 있어서의 갖가지 불평등에 주목하여 이에 따르는 인권침해를 방지하고 평등하게 인간다운 삶을 보장하는 것이었다.
이러한 실질적 평등이념은 20세기 초 바이마르헌법에서 채택, 확립되고 오늘날 거의 모든 민주국가에서 적용하고 있다. 다시 말해 법앞의 실질 평등은 법률적 정치적 평등이라는 근대적 평등이념을 초월하는 것으로 "풍족한 삶의 수준을 보장하는 경제적 평등"을 뜻한다는 것이다. 이는 단순히 기회와 조건의 근대적 평등을 훨씬 넘어서는 것으로 당연히'인간으로서 풍족하고 충분한 삶을 유지할 수 있을 정도의 경제적 평등'도 요청할 수 있게 된다. 그러나 이미 반세기전부터 무상의료 무상교육을 비롯한 높은 수준의 복지국가를 이뤄낸 유럽 대부분의 나라와는 달리, 빈약한 복지 시스템을 갖췄다고 평가되는 한국의 정치, 복지 수준에서 실질적인 경제적 평등(경제적 수준의 완전 일치가 아닌 구성원 각각이 인간다운 삶을 살 수 있을 정도의 경제적 분배)을 주창하는 것과 실현하는 것은 쉽지 않다.
비록 헌법상으로는 세계보편성을 띤 평등조항을 달고 인간의 실질적 평등을 강조하고 있으나 현실은 이를 따르지 못하니 이에 논란이 분분한 것은 당연한 것이 아닐 수 없다. 그럼에도 불구하고, 대한민국에서는 세계적 수준과 흐름을 역류하면서까지, 평등이념을 단지, 상대적이고 형식적인 것에 불과하다는 주장이 상당 부분 존재한다. 심지어 평등은 경제적 평등이 아니라 법률적, 정치적 평등에 지나지 않는다는 200년 전 서양의 평등 담론 수준과 같은 주장이 주류인 현실에 처해있다.
민주주의 이념도 형식적 민주와 실질적 민주로 나눠 설명되지만 결코 형식적 민주주의만을 옳다고 하지 않는다. 윤리도 절대윤리와 상대윤리를 동시에 가르친다. 그런데 민주주의 핵심이념이자 윤리의 근간인 평등을, 형식적이고 상대적 평등만이 옳고 헌법 앞의 평등도 상대적이고 형식적 평등에 불과하다고 한다면 모순된 주장이다.

## 평등과 자유
자유와 평등은 하나이지 대립되는 개념이 결코 아니다.- 평등과 자유사상의 발원은 멀리 고대그리스의 자연철학으로 올라가지만 본격적인 논의와 구현은 계몽기를 통과하고 프랑스혁명을 달성하면서부터라는 것이 학계의 통설이다. 상위 2% 정도의 극소수의 '귀족'들만 인간으로 온갖 호사를 누렸고 나머지 대부분의 평민과 노예는 전혀 인간다운 삶을 살 수 없었던 봉건시대에는 자유와 평등이라는 것이 아예 없었다. 자유는 일반적으로 욕망의 자유다. 물질소유욕, 명예욕, 권력욕 등은 특권층의 전유물이지 평민에게는 욕망의 대상이 아니었다. 심지어 평민은 사적 영역에서도 자유롭게 본능적인 욕구조차 충족시킬 수 없었을 만큼 봉건기의 모든 민중은 욕망의 자유 자체를 박탈당하고 억압당하였다.
그러다 1789년 프랑스혁명의 성공으로 역사상 최초로 모든 사람들이 신분의 족쇄로부터 해방되어 집단적으로 평등하게 욕망의 분출을 경험하게 되고 자유와 평등이라는 관념이 싹튼 것이다. 오늘날 세계 사회는, 평등과 자유라는 개념 자체가 없었을 정도로 대단히 불행하고 비인간적인, 부자유하고 불평등한 역사를 다시는 되풀이하지 않기 위해 자유와 평등을 천부인권적 권리로 규정하고 헌법에 각인시켜 어떠한 이유로도 침해하거나 부정할 수 없도록 했다. 헌법의 이념과 가치는 세계인권선언을 토대로 한 것으로 사회가 지향해야 할 최고 지표인 동시에 누구나 반드시 인정하고 지키지 않으면 안되는 강제규범이다. 헌법은 인간의 평등과 자유(권)의 보장에 대해 무려 30여 조항에 걸쳐 매우 구체적이고 실증적으로 강조하고 있을 뿐만 아니라 그외 전 조항도 인간의 자유와 평등을 실현하기 위한 것임은 자명하다.
인간은 누구나 인간답게 살 권리가 있다(34조)함은 인간의 평등한 삶을 보장하는 핵심적인 평등선언이다. 인간답게 산다는 것은 누구든지 최고의 부자나 최소한의 가난한 삶을 면하게 한다는 것이 아니라, 전문과 10,11,119조 등에 균등한 생활, 경제적 차별금지, 적정한 소득을 보장한다고 나와있듯 누구나 평균적, 평등한 경제·사회생활을 보장한다는 뜻이다.이것은 세계인권선언에도 그대로 새겨져있고 인간은 존엄과 (자유)권리에 있어 평등하다고 분명히 각인돼 있다. 이를 넓게 해석하면 누구나 존엄자, 즉 대통령처럼 높은 대우를 평등하게 받고 자유를 누릴 수 있다는 뜻이 된다. 이렇듯 평등은 자유와 함께 헌법에 철저히 보장되어 있는 거의 절대적인 권리로써 누구든지 인정하지 않을 수 없다. 자유 없는 평등은 없고, 평등하게 보장되지 않고 소수에게만 독점되는 자유도 가짜다. 박동천은 《정치학특강》에서 "헤겔이 말한 소수의 자유에서 만인의 자유 즉 '모든 사람의 평등을 실현하는 시대가 도래했다'고 주장한 지도 200년이 되었다. 헌법에 의거해 '평등=자유'라는 인식이 보편화된다면 불필요한 사회적 분쟁과 극심한 갈등은 사라지고 진정한 선진사회가 이룩되지 않을까!"라고 강조했다.

## 같이 보기
- 평등권
- 평등
- 복지국가
- 자유주의
- 대한민국 헌법 제11조 - 대한민국 헌법에서 법 앞의 평등을 규정한 조항